# Mahdi Camara
Mahdi Camara (Martigues, 30 de junio de 1998) es un futbolista francés. Juega de centrocampista y su equipo es el Stade Rennes F. C. de la Ligue 1 de Francia.

## Trayectoria
Formado en las inferiores del A. S. Saint-Étienne, firmó su primer contrato profesional con el club el 15 de marzo de 2018. Debutó con el primer equipo el 11 de agosto de 2018 en la victoria por 2-1 sobre el E. A. Guingamp en la Ligue 1.
En enero de 2019 fue enviado a préstamo al Stade Lavallois hasta el término de la temporada. Regresó a Saint-Étienne al final de la misma y, tras tres años jugando con el primer equipo, en agosto de 2022 fue cedido al Stade Brestois 29 un año. Continuó tras la cesión y en la temporada 2023-24 contribuyó a conseguir el tercer puesto y la clasificación para disputar la Liga de Campeones de la UEFA.
El 13 de agosto de 2025 fue traspasado al Stade Rennes F. C. y firmó hasta 2029.

## Selección nacional
Camara fue internacional juvenil con la selección de Francia.

## Estadísticas
Actualizado al último partido disputado el 17 de mayo de 2025.
| Club | Div.          | Temporada     | Liga  | Liga  | Copas nacionales(1) | Copas nacionales(1) | Copas internacionales(2) | Copas internacionales(2) | Total | Total |
| Club | Div.          | Temporada     | Part. | Goles | Part.               | Goles               | Part.                    | Goles                    | Part. | Goles |
| --- | ------------- | ------------- | ----- | ----- | ------------------- | ------------------- | ------------------------ | ------------------------ | ----- | ----- |
| A. S. Saint-Étienne II Francia | 5.ª           | 2015-16       | 5     | 0     | ―                   | ―                   | ―                        | ―                        | 5     | 0     |
| A. S. Saint-Étienne II Francia | 5.ª           | 2016-17       | 16    | 4     | ―                   | ―                   | ―                        | ―                        | 16    | 4     |
| A. S. Saint-Étienne II Francia | 5.ª           | 2017-18       | 25    | 5     | ―                   | ―                   | ―                        | ―                        | 25    | 5     |
| A. S. Saint-Étienne Francia | 1.ª           | 2017-18       | 0     | 0     | 1                   | 0                   | ―                        | ―                        | 1     | 0     |
| A. S. Saint-Étienne Francia | 1.ª           | 2018-19       | 1     | 0     | 0                   | 0                   | ―                        | ―                        | 1     | 0     |
| A. S. Saint-Étienne II Francia | 4.ª           | 2018-19       | 9     | 0     | ―                   | ―                   | ―                        | ―                        | 9     | 0     |
| Stade Lavallois Francia | 3.ª           | 2018-19       | 14    | 3     | ―                   | ―                   | ―                        | ―                        | 14    | 3     |
| Stade Lavallois Francia | Total club    | Total club    | 14    | 3     | 0                   | 0                   | 0                        | 0                        | 14    | 3     |
| A. S. Saint-Étienne II Francia | 4.ª           | 2019-20       | 2     | 0     | ―                   | ―                   | ―                        | ―                        | 2     | 0     |
| A. S. Saint-Étienne II Francia | Total club    | Total club    | 57    | 9     | 0                   | 0                   | 0                        | 0                        | 57    | 9     |
| A. S. Saint-Étienne Francia | 1.ª           | 2019-20       | 12    | 0     | 7                   | 1                   | 2                        | 1                        | 20    | 2     |
| A. S. Saint-Étienne Francia | 1.ª           | 2020-21       | 37    | 3     | 1                   | 0                   | ―                        | ―                        | 38    | 3     |
| A. S. Saint-Étienne Francia | 1.ª           | 2021-22       | 37    | 4     | 3                   | 0                   | ―                        | ―                        | 40    | 4     |
| A. S. Saint-Étienne Francia | 2.ª           | 2022-23       | 4     | 0     | ―                   | ―                   | ―                        | ―                        | 4     | 0     |
| A. S. Saint-Étienne Francia | Total club    | Total club    | 91    | 7     | 12                  | 1                   | 2                        | 1                        | 105   | 9     |
| Stade Brestois 29 Francia | 1.ª           | 2022-23       | 31    | 2     | 2                   | 0                   | ―                        | ―                        | 33    | 2     |
| Stade Brestois 29 Francia | 1.ª           | 2023-24       | 32    | 7     | 3                   | 0                   | ―                        | ―                        | 35    | 7     |
| Stade Brestois 29 Francia | 1.ª           | 2024-25       | 34    | 5     | 3                   | 0                   | 10                       | 1                        | 47    | 6     |
| Stade Brestois 29 Francia | Total club    | Total club    | 97    | 14    | 8                   | 0                   | 10                       | 1                        | 115   | 15    |
| Stade Rennes F. C. Francia | 1.ª           | 2025-26       | 0     | 0     | 0                   | 0                   | ―                        | ―                        | 0     | 0     |
| Stade Rennes F. C. Francia | Total club    | Total club    | 0     | 0     | 0                   | 0                   | 0                        | 0                        | 0     | 0     |
| Total carrera | Total carrera | Total carrera | 259   | 33    | 20                  | 1                   | 12                       | 2                        | 291   | 36    |
| (1) Incluye datos de la Copa de Francia y Copa de la Liga de Francia. (2) Incluye datos de la Liga de Campeones de la UEFA y Liga Europa de la UEFA. |               |               |       |       |                     |                     |                          |                          |       |       |

## Vida personal
Camara nació en Francia y tiene ascendencia maliense.